# Aubagne Football Club
El Aubagne Football Club es un club francés de fútbol ubicado en Aubagne. El club juega en el Championnat National.
El Aubagne Fútbol Club se constituyó 1989. Es fruto de la fusión en 1989 de los clubes Entente aubagnaise (fundada en 1941), de la Juventud deportista aubagnaise (fundada ella en 1959) y del SO Charrel Aubagne.

## Historial de entrenadores
- 1978-1983:  Joseph Bonnel
- 1984-1989:  Félix Burdino
- 1998-1999:  Bernard Rodriguez
- 2008-2016:  Frédéric Cravero
- 2016-2018:  Léon Galli
- 2018:  Eric Rech

## Jugadores

### Antiguos jugadores
- René Gallian
- Lamine Gassama
- Samir Belamri
- Lionel Falzon
- Grégory Iborra
- Benjamin De Santi
- Mohamed M'Changama
- Nuno Da Costa
- Valentin Eysseric
- Yohan Mollo